# تحلل بيرغمان
تحلل بيرغمان هو سلسلة من التفاعلات الكيميائية صممت لإزالة حمض أميني واحد من حمض الكربوكسيل في نهاية الببتيد.
أسيل الأزيد من الببتيد (1) يمر باعإدة ترتيب كورتيوس في وجود الكحول بنزيل (2) ليعطي بنزيل كارباميت (3). مجموعة Cbz من المتوسط 3 يزال عن طريق تفكيك الهيدروجين ليعطي أمين غير مستبدل (4) و ألديهايد (5).

## اقرأ أيضاً
- تحلل إدمان
- تحلل إمدي
- تحلل شتريكر
- تفاعل هوكر
- إعادة ترتيب كورتيوس
- إعادة ترتيب بكمان
- إعادة ترتيب نيبر